# Isla Sinclair (Washington)
La isla Sinclair  es una isla situada en el estrecho de Georgia. Pertenecen al Estado de Washington, Estados Unidos.
La isla posee un área de 4,109 km² y está deshabitada, según el censo de 2000. Se encuentra al este de la costa pacífica de Washington. 